# Сєдов (вітрильник)
«Сєдо́в» (рос. Седов) — російський чотирьохщогловий барк, використовується як навчальне судно.

## Історія
Судно було збудоване в німецькому місті Кіль та спущене на воду 14 лютого 1921 року. Використовувався під назвою «Magdalene Vinnen II» як пасажирське судно. Корабель виконував рейсу до Південної Америки, Австралії, Південної Африки, Реюньйона. У 1936 році судно викупила компанія «Norddeutscher Lloyd». Його перейменували у «Kommodore Johnsen» та використовували як навчальне судно. Під час Другої світової війни «Kommodore Johnsen» здійснював поставки запасів для армії.
У 1945 році СРСР забрало вітрильник у рахунок репарації. Його назвали на честь полярника Георгія Сєдова. З 1952 до 1966 року належав Військово-морського флоту СРСР, у 1966—1991 роках — Міністерству рибного господарства. Дислокувався у Ризі. У 1991 році приписаний до Мурманського державного технічного університету, апорт приписки змінений на Мурманськ. У 2017 році переданий Калінінградському державному технічному університету.

## Інциденти
20 червня 2013 року Сєдов зіткнувся з німецькою каравелою «Lisa von Lübeck». Внаслідок інциденту ніхто не постраждав.